# Calophyllum apetalum
Calophyllum apetalum är en tvåhjärtbladig växtart som beskrevs av Carl Ludwig von Willdenow. Calophyllum apetalum ingår i släktet Calophyllum och familjen Calophyllaceae. Inga underarter finns listade i Catalogue of Life.